# Dida (ur. 1973)
Dida, właśc. Nelson de Jesus Silva (wym. [ˈdʒidɐ]; ur. 7 października 1973 w Irará) – brazylijski piłkarz grający na pozycji bramkarza. Wielokrotnie uznawany za jednego z najlepszych bramkarzy na świecie. Zdobył także liczne wyróżnienia indywidualne.

## Osiągnięcia
- Puchar Europy/Liga Mistrzów – 2003, 2007
- Copa Libertadores – 1997
- Superpuchar Europy – 2003, 2007
- Klubowe mistrzostwo świata – 2007
- Mistrzostwo Włoch – 2004
- Puchar Włoch – 2003
- Superpuchar Włoch – 2004
- Mistrzostwo Brazylii – 1999
- Puchar Brazylii – 1996, 2002
- Mistrzostwo świata – 2002
- Wicemistrzostwo świata – 1998
- Copa America – 1999
- Puchar Konfederacji – 1997, 2005
- Mistrz świata w kategorii do lat 20–1993
- Brązowy medal Igrzysk Olimpijskich – 1996

## Występy w reprezentacji
| Brazylia | Brazylia | Brazylia        |
| Rok      | Mecze    | Wpuszczone gole |
| -------- | -------- | --------------- |
| 1995     | 3        | 0               |
| 1996     | 6        | 7               |
| 1997     | 6        | 2               |
| 1998     | –        | –               |
| 1999     | 17       | 17              |
| 2000     | 10       | 7               |
| 2001     | 6        | 3               |
| 2002     | 5        | 2               |
| 2003     | 11       | 8               |
| 2004     | 9        | 6               |
| 2005     | 12       | 13              |
| 2006     | 6        | 2               |
| Łącznie  | 91       | 67              |